# Nyoiseau

Nyoiseau este o comună în departamentul Maine-et-Loire, Franța. În 2009 avea o populație de 1,305 de locuitori.